# ميتسومي جا تورو

لعبة ميتسومي جا تورو أثناء اللعبة.

ميتسومي جا تورو (باليابانية: 三つ目がとおる) ، هي لعبة إلكترونية من نوع مغامرات ومنصات، صدرت عام 1992 ، وتعمل لنظام نينتندو إنترتنمنت سيستم.

## قصة اللعبة
كان الشاب المراهق صاحب العيون الثلاثة يملك زميلته في الثانوية العامة، فتعرضت للاختطاف على يد الساحر الجان، وأحرق القرية بأكمله، فقام المراهق بمطاردة الساحر الجان لإستعادة زميلته.

## وصلة خارجية
- Mitsume ga Tooru على موبي غيمز
- Mitsume Gatooru على موقع غيم فاكس